# Bratenmeister
Bratenmeister, auch Hateur oder Rotisseur, ist eine alte deutsche Berufsbezeichnung.

## Beschreibung
Der Bratenmeister arbeitete in leitender Funktion in den großen Küchen des regierenden Adels und war somit Mitglied des Hofstaates. Er hatte die Aufsicht über die Bratköche, die für die Zubereitung der höfischen Braten zuständig waren.

## Nachweise
- 1684 im Julio den 18: Johan Lampen, der Bratenmeister begraben[2]
- Hofstaat Sr. Majestät des Königs. Hr Boudin, Bratenmeister; w. in der Nauenschenstraße in des Schlössers Sendler H.[3]